# Rectify
Rectify é uma série dramática de televisão americana baseada na vida de um homem depois que ele é libertado da prisão após uma condenação longa e injusta. A série foi criada por Ray McKinnon e é a primeira série original do canal SundanceTV . É estrelada por Aden Young, Abigail Spencer, J. Smith-Cameron, Adelaide Clemens, Clayne Crawford, e Luke Kirby. 
A série estreou em 22 de abril de 2013 com uma primeira temporada de seis episódios. Em 1º de maio de 2013, SundanceTV ordenou uma segunda temporada de dez episódios,  que estreou em 19 de junho de 2014.  A terceira temporada composta por seis episódios estreou em 9 de Julho de 2015.  Antes da estreia da terceira temporada, Rectify foi renovada para uma quarta temporada,  mais tarde confirmado que seria a última temporada, que estreou em 26 de outubro de 2016.

## Sinopse
Daniel Holden (Aden Young) ficou preso por 19 anos no corredor da morte, na Georgia, até que uma evidência de DNA colocou sua condenação em xeque. Holden tinha apenas 18 anos quando foi sentenciado pelo estupro e assassinato de uma adolescente de 16 anos, e agora volta à família e à cidade natal, onde muitos ainda o consideram culpado.Ele passou toda a sua vida adulta esperando para morrer, e agora ele precisa reaprender a viver antes que os outros decidam tirar dele essa chance.

## Elenco e personagens

### Elenco principal
- Aden Young como Daniel Holden, condenado pelo estupro e assassinato de sua namorada adolescente Hanna, mas mais tarde libertado da prisão após a descoberta de novas evidências.
- Abigail Spencer como Amantha Holden, irmã mais nova de Daniel que sempre acreditou na sua inocência.
- J. Smith-Cameron como Janet Talbot, mãe de Daniel.
- Adelaide Clemens como Tawney Talbot, a esposa de Teddy.
- Clayne Crawford como Ted "Teddy" Talbot, Jr., meio-irmão de Daniel e marido de Tawney. Seu pai se casou com a mãe de Daniel depois que o pai de Daniel morreu, enquanto Daniel estava na prisão.
- Luke Kirby como Jon Stern, novo advogado de Daniel. Ele não defendia Daniel no julgamento de estupro e assassinato. Ele está em um relacionamento com a irmã de Daniel.
- Bruce McKinnon como Ted Talbot, padrasto de Daniel.
- Jake Austin Walker como Jared Talbot, meio-irmão de Daniel.
- JD Evermore como Carl Daggett, um xerife local.

### Elenco recorrente
- Michael O'Neill como o senador Roland Foulkes, que foi o promotor que condenou Daniel e tornou-se senador estadual.
- Sean Bridgers como Trey Willis, uma das "testemunhas" originais do crime de Daniel.
- Sharon Conley como Sondra Pessoa, um procurador.
- Robin Mullins como Judy Dean, a mãe de Hanna Dean.
- Linds Edwards como Bobby Dean, irmão de Hanna.
- John Boyd West como Melvin, gerente do complexo de apartamentos Amantha e um amigo de Daniel.
- Muro Kim como Marcy, uma garçonete de restaurante local.
- Johnny Ray Gill como Kerwin Whitman, um prisioneiro do corredor da morte e amigo de Daniel. Kerwin é executado por assassinato antes de Daniel ser libertado.
- Michael Traynor como George Melton, outra testemunha para o crime de Daniel. (Estações 1-2)
- Jayson Warner Smith como Wendall Jelks, um prisioneiro do corredor da morte que antagoniza Daniel e Kerwin. (Estações 1-2)
- Stuart Greer como Lid Comphrey, sócio do xerife Daggett. (Estações 2-3)
- Ashley LeConte Campbell como Wynn Lovaas, o gerente de Thrifty Town, onde trabalha Amantha. (Estações 2-3)
- Melinda Page Hamilton como Rebecca, Teddy e terapeuta de Tawney. (Estações 3-4)
- Caitlin Fitzgerald como Chloe, um artista Daniel encontra-se em Nashville e se torna amigo de. (Temporada 4)
- Nathan Darrow como Billy Harris, um velho amigo de escola e interesse romântico para Amantha. (Temporada 4)
- David Dean Bottrell como Dr. Milch, terapeuta PTSD de Daniel. (Temporada 4)